# Kovács Gyárfás
Kovács Gyárfás (Csatószeg, 1852. április 22. – Désakna, 1902. november 7.) római katolikus plébános.

## Élete
Kovács Dániel és Györffy Zsuzsa fia. Fivére Kovács Pál tanár 1862-ben Gyulafehérvárra vitte, ahol a gimnáziumot és a bölcseletet a püspöki líceumben végezte; nagybátyjai Kovács Ignác és György papok taníttatták. Hittudományi tanulmányainak befejeztével 1877. május 19-én miséspappá szenteltetett fel és június 18-án csíkrákosi káplán lett; innét december 18-án csíknagyboldogasszonyi (karcfalvi) káplánnak helyeztetett át, ahol 1880. augusztus 21-ig működött. Ez évben csíksomlyói gimnáziumi tanárnak neveztetett ki; ott egy iskolai évet töltött, mire 1881. szeptember 18-án Csatószegbe küldetett segédlelkésznek. 1882. május 15-én désaknai lelkész lett 1884 április végeig, midőn topánfalvi lelkésszé neveztetett ki; ez állását május 10-én foglalta el. 1894-től désaknai plébános volt.
Költeményeket írt vidéki lapokba. Cikkei a Kolozsvárban (1895. 296. sz. A hét hitregészete), a Szolnok-Dobokában (1896. Pécsi Simon és a szombatosok, Erdélyi nászlakomák a régebb időben.)
Álneve: Kovács Prótás.

## Munkái
- A bányavidéki róm. kath. esperesi kerület plébániáinak története. Szamosujvár, 1897.
- Tarlózás Deésakna bánya-nagyközség multja és jelenéből. Deés, 1897.